# ماريا إيكول
ماريا إيكول (بالإسبانية: María Egual)‏ (1655 - 23 أبريل 1735)؛ كاتِبة وشاعرة إسبانية.